# Akte Europa
Akte Europa ist ein Echtzeit-Strategiespiel vom deutschen Spielentwicklerstudio Virtual X-citement Software aus dem Jahr 1997.

## Handlung
Nach verheerenden Kriegen im 21. Jahrhundert, dem Vormarsch radikaler Fundamentalisten im 22. Jahrhundert – die die Welt in ein „zweites Mittelalter“ stürzten („Restaurative Phase“ genannt) – und nach deren Niedergang im 24. Jahrhundert, führte man die Demokratie wieder ein, da sie die am wenigsten fehlbare Regierungsform darstellt. Einstige Staatenbünde entstanden erneut, woraufhin sich die Menschheit im 25. Jahrhundert unter den Vereinten Nationen vereinte. Deren Weltraumorganisation United Planets wurde gegründet, um Rohstoffe im All zu erschließen. Doch die Steuern und Abgaben für das Raumfahrtprogramm stiegen ins Unermessliche, weshalb United Planets mächtiger als die Vereinten Nationen selbst wurde. Massive Schlampereien auf dem Rohstoff-Mond Ansgar 15 heizten die allgemeine Stimmung gegen die United Planets weiter an und stärkten die vielen Terror- und Widerstandsgruppen. Zudem trägt die Europäische Union den Großteil der Finanzierung und baut eine neue Superwaffe namens ODIN.
Der Spieler übernimmt die Rolle eines UN-Kommandanten und hat die Aufgabe, dessen Bau zu verhindern.

## Technik
Zum Einsatz kommt eine Grafik-Engine, welche das Geschehen aus einer isometrischen Perspektive darstellt. Auch wenn die Engine als „echtes 3D“ deklariert wurde, so sind die Modelle in verschiedenen Perspektiven vorgerendert und die Perspektive vorgegeben. Ein Drehen der Ansicht ist ebenso wie ein Vergrößern des Ausschnitts nicht möglich. Zudem ermöglicht die Engine eine Auflösung von bis zu 1600x1200 Pixeln, was zur Zeit der Veröffentlichung kein handelsüblicher PC leisten konnte, sowie eine dynamische Darstellung des Nebel des Krieges: Einheiten die an höheren Punkten im Gelände, beispielsweise auf einem Hügel, stehen, haben eine größere Sichtweite als Einheiten, die im Tal stehen. Dies war zur damaligen Zeit ungewöhnlich.

## Besonderheiten

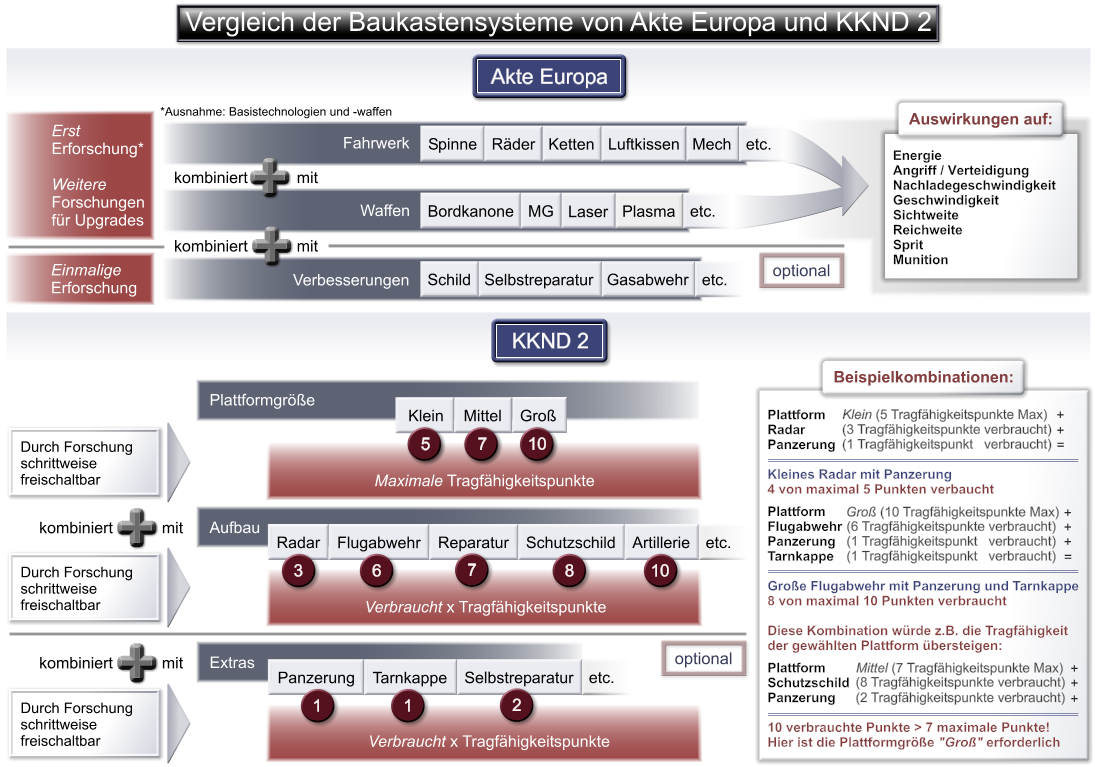
Vergleich des Einheitenausbaus von Akte Europa und KKND 2

Anders als in den meisten Strategiespielen ist der Spieler nicht in der Lage eine Basis zu errichten. Gebäude können jedoch erobert, zerstört oder repariert werden.
Die Einheiten können aus einer Vielzahl aus Modulen wie Fahrgestellen und Geschützen zusammengebaut werden. Die Modifikationen haben dabei direkten Einfluss auf die Eigenschaften der Einheit, wie Geschwindigkeit, Feuerkraft und Panzerung. Durch Forschung können neue technische Fortschritte erreicht werden.
Munition und Kraftstoff der Einheiten sind endlich, sodass Nachschub gewährleistet werden muss.
Die Landschaft ist von strategischer Bedeutung: Einheiten, die erhöht stehen, können weiter sehen und sind schwerer zu treffen. Zudem können Wälder in Brand gesetzt werden und der Wind hat Auswirkungen auf die Ausbreitung von Gaswolken und Feuer.

## Rezeption
Akte Europa erhielt bei Erscheinen gute bis sehr gute Kritiken. Insbesondere die Einheitenvielfalt und das Setting wurden gelobt. Auch die Grafikdarstellung, die für die damalige Zeit einen hohen Detailgrad aufwies, wurde positiv herausgestellt.

„Einige Detailmängel [...] verhindern einen Platz in der absoluten Spitzengruppe, doch erfahrene Echtzeit-Strategen werden Akte Europa lieben“

„Akte Europa bringt frischen Wind ins Genre. Es ist doch immer wieder erstaunlich, was sich Spielehersteller alles einfallen lassen müssen, um sich von der Konkurrenz abzuheben.“

Kritik gab es für etliche kleinere Bugs sowie für die Vertonung und die Cutscenes. Diese standen weit hinter Konkurrenten wie Command & Conquer zurück.